# کراتیکا سینگار
کراتیکا سینگار (به انگلیسی:kratika sengar) (زاده) یک بازیگر تلویزیون هند است.

## زندگی
کراتیکا سینگار در شهرستان کانپور ایالت اوتار پرادش به دنیا آمد. او به دبیرستان متدیست کانپور رفت و سپس به دهلی نو نقل مکان کرد و فارغ‌التحصیل ارتباطات جمعی از دانشگاه روابط حسنه شد و پس از آن برای پیشبرد کار خود به بمبئی نقل مکان نمود. او قبل از تبدیل شدن به یک بازیگر، در یک آژانس تبلیغاتی در بمبئی و در تلویزیون Hungama TV کار می‌کرد.

او در سریال‌هایی همچون «Kasautii Zindagii Kay»، « Jhansi Ki Rani»، « Punar Vivaah» و « Kasam Tere Pyaar Ki» ایفای نقش کرده است. او فعالیت بازیگری خود را با یک سریال خانوادگی درام در سال ۲۰۰۷ به «چون مادرشوهر هم یک روز عروس بود» آغاز کرد و در سال ۲۰۱۰ با سریال تاریخی درام «ملکه جانسی» به شهرت رسید و در سال ۲۰۱۲ نقش اصلی سریال «ازدواج مجدد» را بازی کرد و به خاطر بازی در این سریال جایزه محبوب‌ترین بازیگر زن تلویزیون و بهترین زوج هنری (همراه گورمیت چودری) را از سوی جشنواره‌های گولد اورد و زی ریشتا در سال ۲۰۱۲ دریافت کرد. بعد از آن او د دو سریال دیگر به نام‌های « Kasam Tere Pyaar Ki» و « Kasam Tere Pyaar Ki» بازی کرد. در سال ۲۰۱۶ در سریال دیگری به نام «“Chakravartin Ashoka Samrat» در نقش دختری به نام رانی بازی کرد.

او در سال ۲۰۱۴ با نیکیتین دیر که او هم از بازیگران سرشناس هند است ازدواج کرد.